# Revolución Mexicana (Chiapas)
Revolución Mexicana es una localidad del estado mexicano de Chiapas. Es parte del municipio de Villa Corzo.

## Demografía
| Gráfica de evolución demográfica |
|                                  |

| Censo | Población |
| ----- | --------- |
| 1940  | 367       |
| 1950  | 1 121     |
| 1960  | 2 109     |
| 1970  | 2 313     |
| 1980  | 2 770     |
| 1990  | 5 348     |
| 2000  | 6 579     |
| 2010  | 7 989     |
| 2020  | 8 670     |